# Gondeville
La commune de Gondeville ne doit pas être confondue avec les quatre communes de Gondreville quasi homonymes du Loiret, de Meurthe-et-Moselle, de Moselle et de l'Oise.
Gondeville est une ancienne commune du Sud-Ouest de la France, située dans le département de la Charente (région Nouvelle-Aquitaine). Depuis le 1er janvier 2019, elle est une commune déléguée de Mainxe-Gondeville.
Ses habitants sont les Gondevillois et les Gondevilloises.

## Géographie

### Localisation et accès

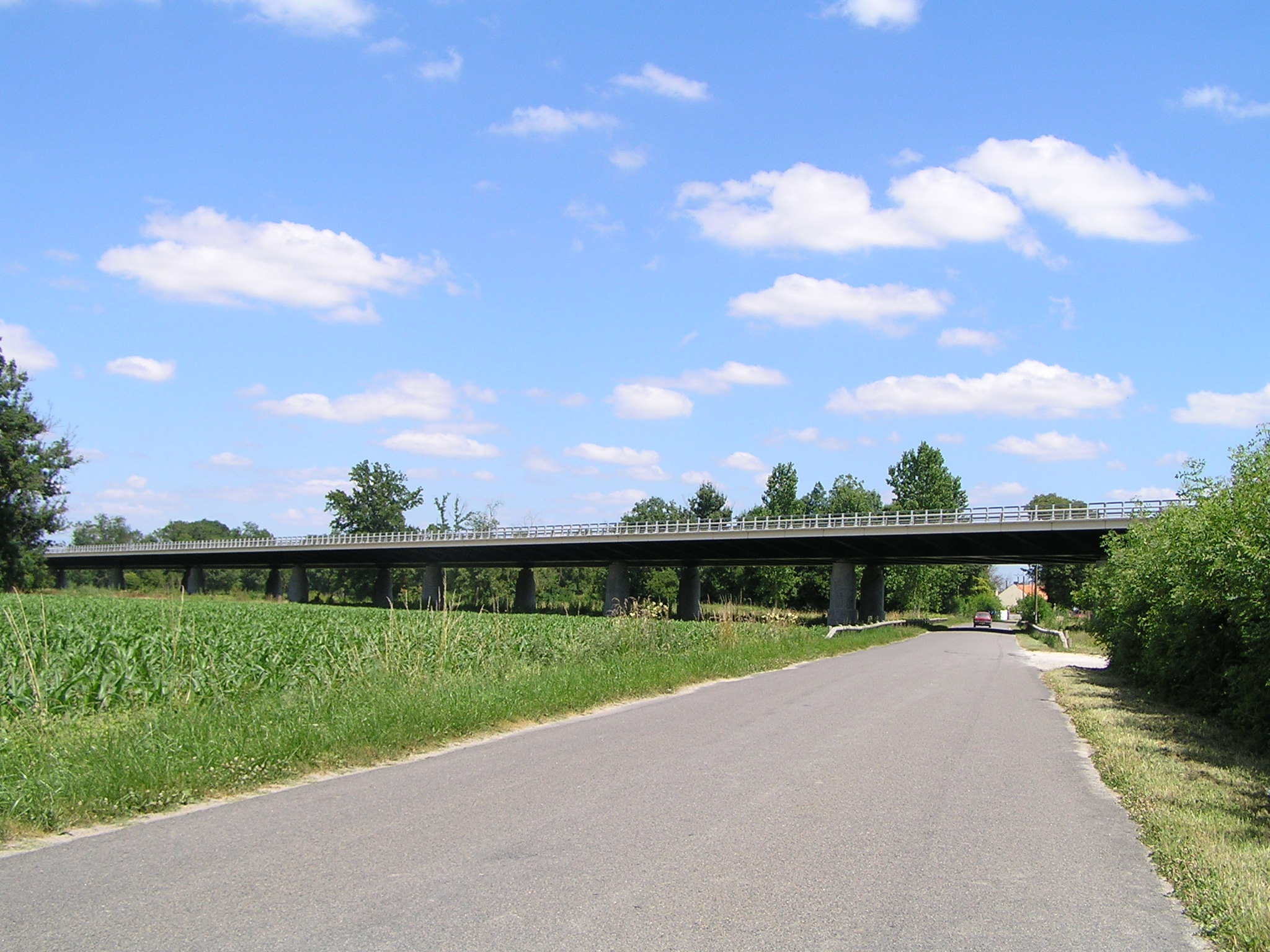
La déviation de la N 141 vue de la D 154.

Gondeville est une commune située à l'ouest du département de la Charente. Elle est à 2 km au sud-est de Jarnac, sur la rive gauche de la Charente.
Elle est aussi à 8 km au nord-est de Segonzac, chef-lieu de son canton, 11 km au nord-ouest de Châteauneuf, 14 km à l'est de Cognac, et 24 km à l'ouest d'Angoulême.
La longue et belle avenue, plantée de peupliers, qui unit la gare à la ville de Jarnac, et qui fait partie de la route nationale 141, sépare la commune de Gondeville de celle de Mainxe. Le bourg est relié à l'avenue Carnot (ancienne N 141) par la D 154. La déviation de Jarnac, actuelle N 141 et route Centre-Europe Atlantique entre Angoulême, Cognac et Saintes, passe au nord-ouest du bourg.
La gare de Jarnac, sur la ligne d'Angoulême à Saintes, est située sur le territoire de la commune de Gondeville. Elle est desservie par des TER à destination d'Angoulême, Cognac, Saintes et Royan.

### Hameaux et lieux-dits
Outre le bourg de Gondeville, qui s'élève sur la rive gauche de la Charente, on trouve les hameaux de la Barde, village situé à l'extrémité de la commune et dont une partie appartient à la commune de Saint-Même-les-Carrières, Marancheville et le Bout des Ponts, dont une partie appartient également à Saint-Même, l'Île Madame, vrai faubourg de Jarnac, sur l'avenue de la gare, les Frégonnières, Mérienne, sur la route de Gondeville à Jarnac, l'Épine, chez Gaury, sur la route de Saint-Même et l'île du Moulin occupée par un vignoble.

### Communes limitrophes
|                            | Jarnac                   |                |
| Mainxe (Mainxe-Gondeville) | Gondeville               | Triac-Lautrait |
|                            | Saint-Même-les-Carrières |                |

### Géologie et relief
Le sol communal est composé principalement des alluvions de la Charente, datant du Quaternaire.
Le calcaire du Cénomanien (Crétacé supérieur) occupe toutefois une petite zone au sud-ouest de la commune, en limite avec Mainxe (Marancheville).
La partie inondable de la vallée, qui occupe les trois quarts nord et ouest du territoire communal y compris le bourg, sont constitués d'alluvions récentes. Le quart sud-est, en limite avec Saint-Même, et la bordure sud-ouest, sont occupés par une terrasse d'alluvions plus anciennes et sableuses (l'Épine, sud de Mérienne, les Marais),,.
Le point culminant de la commune est à une altitude de 40 m, situé sur la limite sud. Le point le plus bas est à 11 m, situé le long de la Charente sur la limite ouest. Le bourg, au bord du fleuve sur sa rive gauche, est à 14 m d'altitude.

### Hydrographie
La commune de Gondeville est entièrement comprise dans la vallée de la Charente, dont le cours forme sa limite septentrionale. La prée, zone inondable de la vallée autour du lit majeur du fleuve, occupe une grande partie de la commune, en particulier la Prairie de Gondeville à l'est et la Prairie de Mérienne à l'ouest.

### Climat
Le climat est océanique aquitain et semblable à celui de la ville de Cognac où est située la station météorologique départementale.
| Mois                              | jan. | fév.  | mars  | avril | mai   | juin  | jui.  | août  | sep.  | oct. | nov. | déc. | année   |
| --------------------------------- | ---- | ----- | ----- | ----- | ----- | ----- | ----- | ----- | ----- | ---- | ---- | ---- | ------- |
| Température minimale moyenne (°C) | 2    | 2,8   | 3,8   | 6,2   | 9,4   | 12,4  | 14,4  | 14    | 12,1  | 8,9  | 4,7  | 2,6  | 7,8     |
| Température moyenne (°C)          | 5,4  | 6,7   | 8,5   | 11,1  | 14,4  | 17,8  | 20,2  | 19,7  | 17,6  | 13,7 | 8,6  | 5,9  | 12,5    |
| Température maximale moyenne (°C) | 8,7  | 10,5  | 13,1  | 15,9  | 19,5  | 23,1  | 26,1  | 25,4  | 23,1  | 18,5 | 12,4 | 9,2  | 17,1    |
| Ensoleillement (h)                | 80   | 103,9 | 153,3 | 184,5 | 204,9 | 239,6 | 276,4 | 248,3 | 199,4 | 159  | 96,8 | 78,8 | 2 024,9 |
| Précipitations (mm)               | 80,4 | 67,3  | 65,9  | 68,3  | 71,6  | 46,6  | 45,1  | 50,2  | 59,2  | 68,6 | 79,8 | 80   | 783,6   |

## Toponymie
Une forme ancienne est Gondavilla vers le XVe siècle.
L'origine du nom de Gondeville remonterait à un nom de femme franc Gundhildis, ou nom d'homme germanique Gunda, auquel est apposé le suffixe -villa, ce qui correspondrait au « domaine de Gundhildis »,.
Les noms en -ville en Charente, fréquents entre Barbezieux et Châteauneuf, seraient issus des implantations franques après le VIe siècle en Aquitaine, comme au sud-est de Toulouse.

## Histoire
Un premier château fort a été construit au Xe siècle sur une île de la Charente pour barrer la route aux Vikings qui remontaient la Charente. Il aurait été détruit pendant la guerre de Cent Ans, mais existait encore au XVIIe siècle. Ses pierres auraient servi à construire le château actuel.
Gondeville est notée en 1252, lors d'un échange entre Jean Rot, écuyer, sieur de Châteauneuf et Sallomon de Gondeville, chevalier.
Les seigneurs de Gondeville sont connus depuis le XIIIe siècle. Ils avaient droit de haute, moyenne et basse justice. En dédommagement de travaux exécutés sur la Charente, ils avaient obtenu de percevoir un boisseau de sel sur chaque gabarée de sel remontant le cours du fleuve. Ils relevaient de la seigneurie de Bouteville. Mais Gondeville n'était pas une paroisse et dépendait de celle de Saint-Même.
Vers la fin du XIVe siècle, vivait Foulques de Gondeville qui eut pour successeur son fils Armand. Vint ensuite Jean Bouterouhe, dont la fille Agnès, épousa Guillaume de Cruc. Ce dernier devint ainsi seigneur de Gondeville et laissa cette seigneurie à ses héritiers.
Sa petite-fille, Magdeleine de Cruc, céda Gondeville à Jean de La Rochebeaucourt, puîné de la maison de Saint-Même et reçut en échange la terre de Courpignac, en Saintonge (10 mai 1590). Dans les premières années du XVIIe siècle, les héritiers de Jean de La Rochebeaucourt vendirent à Samuel de Lanauve, conseiller au Parlement, la terre de Gondeville, qui fut acquise en 1655, par Pierre Laisné, sieur du Chardonneaux.
Ce dernier, Gondeville dépendant toujours de la paroisse de Saint-Même, eut de nombreux démêlés avec Jean de Culant, seigneur de Saint-Même qui lui, disposait d'un banc dans l'église alors que le seigneur de Gondeville n'en avait pas. Il déploya beaucoup d'efforts pour faire ériger Gondeville en paroisse. C'est à son gendre, Isaac Laisné de Nanclas dont le nom a été donné à la rue principale, qu'est due la construction de l'église de Gondeville.
Isaac Laisné fit une brillante carrière militaire ; devenu d'abord lieutenant-colonel du régiment de Sainte-Maure, il fut nommé, en 1690, brigadier des armées du roi. Il se signala dans de nombreuses campagnes et mourut, le 30 octobre 1704, après avoir obtenu le titre de lieutenant-général ; il fut inhumé dans l'église de Gondeville.
Son fils, Philippe Laisné, étant mort sans postérité, abandonna ses biens à son neveu, Louis Saulnier, de Pierre Levée. La famille Saulnier conserva Gondeville jusqu'à la fin du XVIIIe siècle.

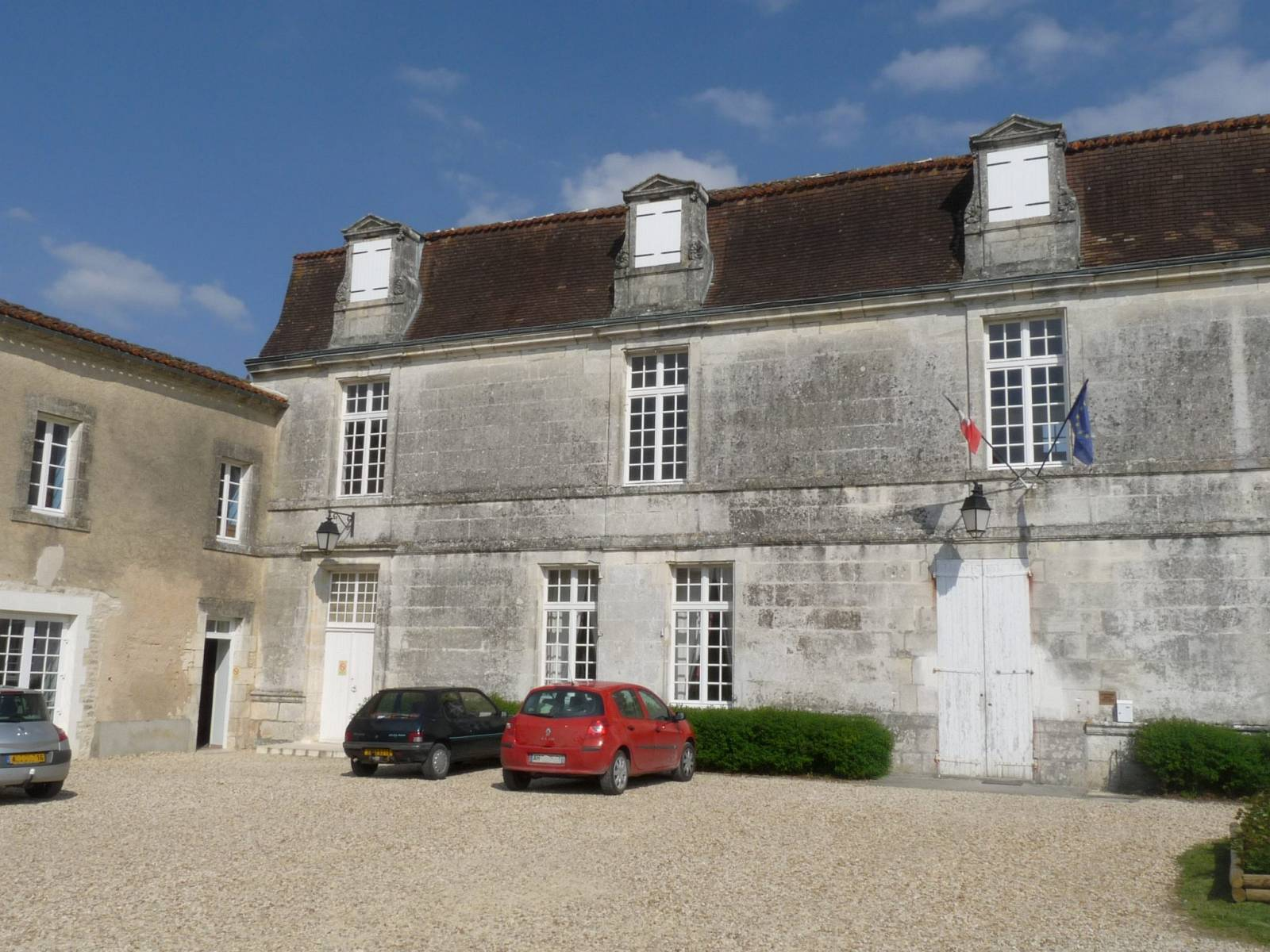
Une des façades du château

Au commencement du XVIIIe siècle, Philippe Laisné fit construire le nouveau château. Les deux ailes qui en restent sont devenues la mairie en 1947. Les deux belles grilles en fer forgé, supportant les écussons des Laisné de Nanclas et des Saulnier de Pierre Levée sont tout à fait remarquables.
La gare de Jarnac est construite à Gondeville : un premier projet prévoyait de faire passer le chemin de fer par la rive droite de la Charente et d'établir la gare aux Grands-Maisons sur la commune de Jarnac, le projet retenu installe la gare sur la rive gauche, au lieu-dit le Bout des Ponts, commune de Gondeville ; elle est mise en service en 1867.
Le 1er janvier 2019, elle fusionne avec Mainxe pour former la commune nouvelle de Mainxe-Gondeville dont la création est actée par un arrêté préfectoral du 28 septembre 2018.

## Administration
| Période                                  | Période | Identité                | Étiquette | Qualité              |
| ---------------------------------------- | ------- | ----------------------- | --------- | -------------------- |
| 2001                                     | 2014    | Jean-Pierre Léonard     | SE        | Viticulteur retraité |
| 2014                                     | 2018    | Elisabeth Perrin-Dumont | SE        |                      |
| Les données manquantes sont à compléter. |         |                         |           |                      |

| Période                                  | Période  | Identité                | Étiquette | Qualité |
| ---------------------------------------- | -------- | ----------------------- | --------- | ------- |
| 2019                                     | En cours | Elisabeth Perrin-Dumont | SE        |         |
| Les données manquantes sont à compléter. |          |                         |           |         |

En 2007 les impôts locaux ont été au taux de 5,40 % pour la taxe d'habitation, 16,67 % pour la taxe foncière sur les propriétés bâties et 39,22 % pour la taxe foncière sur les propriétés non bâties. La taxe professionnelle unifiée (TPU), au taux de 10,26 %, est perçue, comme sur toutes les autres communes, par la Communauté de communes de Jarnac. La communauté de communes de Jarnac reverse à chaque commune l'équivalent de la TPU qu'elle percevait lors de la création de la communauté moins les transferts de charges issus de la prise de compétence.

## Démographie

### Évolution démographique
L'évolution du nombre d'habitants est connue à travers les recensements de la population effectués dans la commune depuis 1793. Pour les communes de moins de 10 000 habitants, une enquête de recensement portant sur toute la population est réalisée tous les cinq ans, les populations de référence des années intermédiaires étant quant à elles estimées par interpolation ou extrapolation. Pour la commune, le premier recensement exhaustif entrant dans le cadre du nouveau dispositif a été réalisé en 2007.

En 2016, la commune comptait 516 habitants, en évolution de −1,34 % par rapport à 2010 (Charente : −0,48 %, France hors Mayotte : +2,11 %).
| 1793 | 1800 | 1806 | 1821 | 1831 | 1841 | 1846 | 1851 | 1856 |
| ---- | ---- | ---- | ---- | ---- | ---- | ---- | ---- | ---- |
| 442  | 483  | 499  | 482  | 463  | 467  | 528  | 510  | 479  |

| 1861 | 1866 | 1872 | 1876 | 1881 | 1886 | 1891 | 1896 | 1901 |
| ---- | ---- | ---- | ---- | ---- | ---- | ---- | ---- | ---- |
| 510  | 521  | 550  | 558  | 548  | 559  | 534  | 532  | 549  |

| 1906 | 1911 | 1921 | 1926 | 1931 | 1936 | 1946 | 1954 | 1962 |
| ---- | ---- | ---- | ---- | ---- | ---- | ---- | ---- | ---- |
| 553  | 552  | 546  | 518  | 517  | 513  | 512  | 552  | 548  |

| 1968 | 1975 | 1982 | 1990 | 1999 | 2006 | 2007 | 2012 | 2016 |
| ---- | ---- | ---- | ---- | ---- | ---- | ---- | ---- | ---- |
| 570  | 581  | 520  | 503  | 518  | 511  | 513  | 530  | 516  |

### Pyramide des âges
| Hommes | Classe d’âge | Femmes |
| ------ | ------------ | ------ |
| 0,8    | 90 ans ou +  | 0,8    |
| 7,1    | 75 à 89 ans  | 8,1    |
| 19,4   | 60 à 74 ans  | 16,5   |
| 16,2   | 45 à 59 ans  | 18,8   |
| 22,5   | 30 à 44 ans  | 22,3   |
| 14,6   | 15 à 29 ans  | 16,2   |
| 19,4   | 0 à 14 ans   | 17,3   |

| Hommes | Classe d’âge | Femmes |
| ------ | ------------ | ------ |
| 0,5    | 90 ans ou +  | 1,6    |
| 8,2    | 75 à 89 ans  | 11,8   |
| 15,2   | 60 à 74 ans  | 15,8   |
| 22,3   | 45 à 59 ans  | 21,5   |
| 20,0   | 30 à 44 ans  | 19,2   |
| 16,7   | 15 à 29 ans  | 14,7   |
| 17,1   | 0 à 14 ans   | 15,4   |

### Remarques
Gondeville se caractérise par la grande stabilité de sa population.

## Économie

### Agriculture
La commune est essentiellement viticole. Elle est située dans la zone d'appellation d'origine contrôlée cognac, en Grande Champagne, premier cru classé du cognac.
Gondeville comporte de nombreux viticulteurs et producteurs de vins, pineau et cognac. Une distillerie et une coopérative agricole sont aussi sur la commune.

### Commerce et tourisme

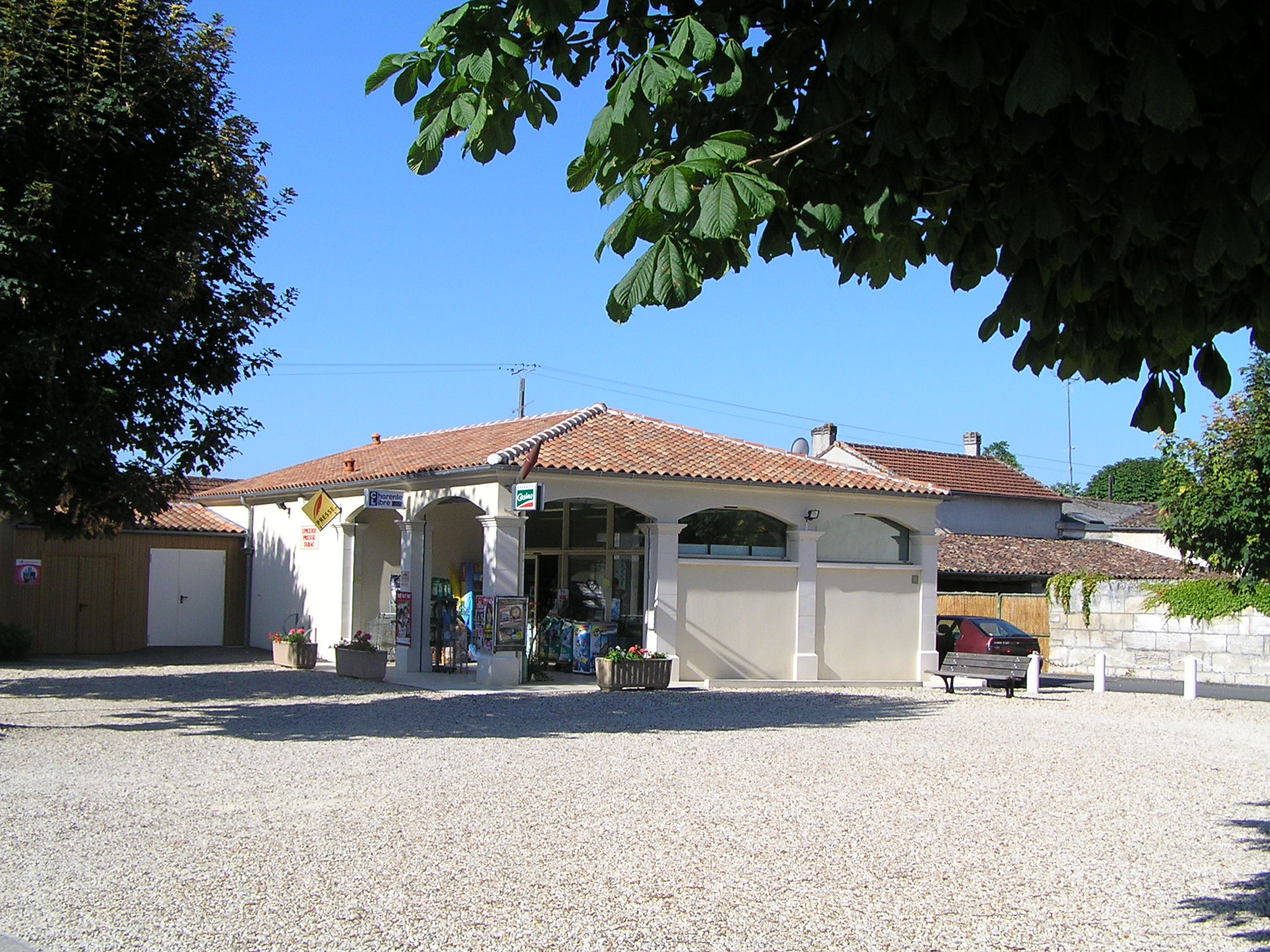
Le multiple rural

Il y a un multiple rural, un restaurant et un camping sur l'île Madame.
Un autre restaurant est limitrophe de Jarnac tout comme le magasin discount de plantes fleurs et légumes.

### Artisanat et industrie
Un façadier, un imprimeur et un architecte sont installés à Gondeville.

## Équipements, services et vie locale

### Enseignement
L'école est un regroupement pédagogique intercommunal entre Gondeville et Mainxe. Mainxe accueille l'école élémentaire et Gondeville l'école primaire. L'école de Gondeville, les Frégonnières, possède deux classes : une maternelle et une élémentaire. Le secteur du collège est Jarnac.

### Santé
Médecins généralistes, infirmiers, pharmacies sont à Jarnac.

### Sports  et activités
La piscine de Jarnac est sur l'île Madame.
Il y a une cale de descente de bateaux, un club de gymnastique volontaire, un club de boules lyonnaises, une société de chasse en association avec Saint-Même-les-Carrières et un tennis ainsi que la possibilité de pratiquer de nombreux sports à Jarnac.
La Boule gondevilloise, le comité des fêtes, le club de l'âge d'or et le foyer théâtral assurent de nombreuses animations.
De nombreuses autres activités culturelles et artistiques existent à Jarnac.

### Cultes
La messe a lieu le samedi soir tous les deux mois.

## Culture locale et patrimoine

### Lieux et monuments

#### Patrimoine religieux

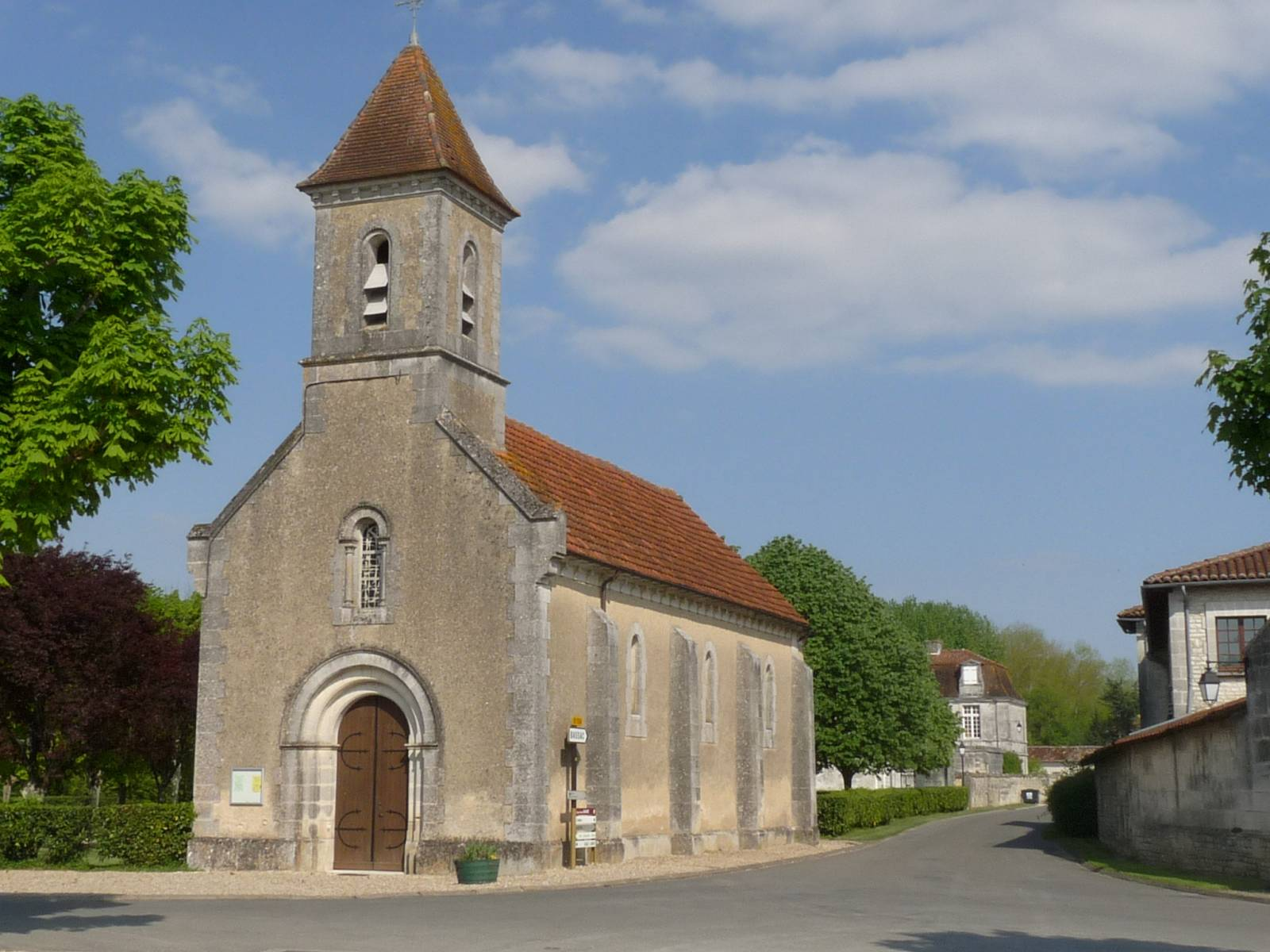
L'église

L'église paroissiale Notre-Dame qui dépendait de l'ancien diocèse de Saintes a été construite après 1683, date de la création d'une paroisse. Sa bénédiction a eu lieu en 1701; elle a été restaurée en 1880 car la tempête de 1878 avait "renversé" quatre ormeaux sur l'église,.

#### Patrimoine civil
Le manoir féodal était dans une île et a été délaissé au profit du château actuel au tout début du XVIIe siècle.
La mairie: ancien château construit au début du XVIIIe siècle pour les Laisné dont les armes ornent la grille du portail. Sur le cadastre de 1849, les différents corps de bâtiment sont disposés autour d'une vaste cour rectangulaire: il ne subsiste actuellement que le logis à l'est, une partie des communs au nord, un puits et le portail au sud. Le logis est devenu mairie en 1947.
Tout un ensemble de patrimoine bâti rural est réparti sur la commune.

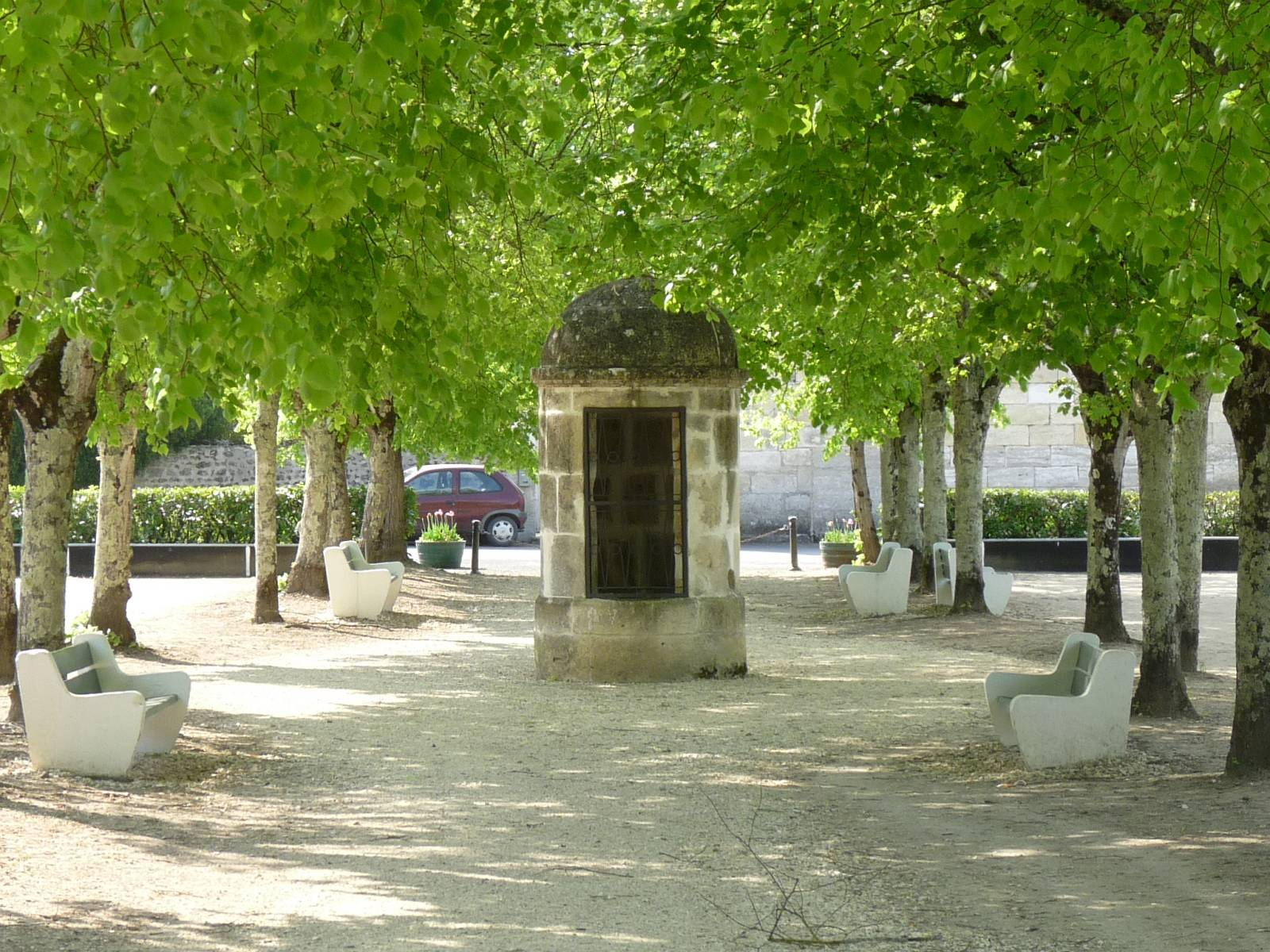
Puits sur la promenade de la mairie
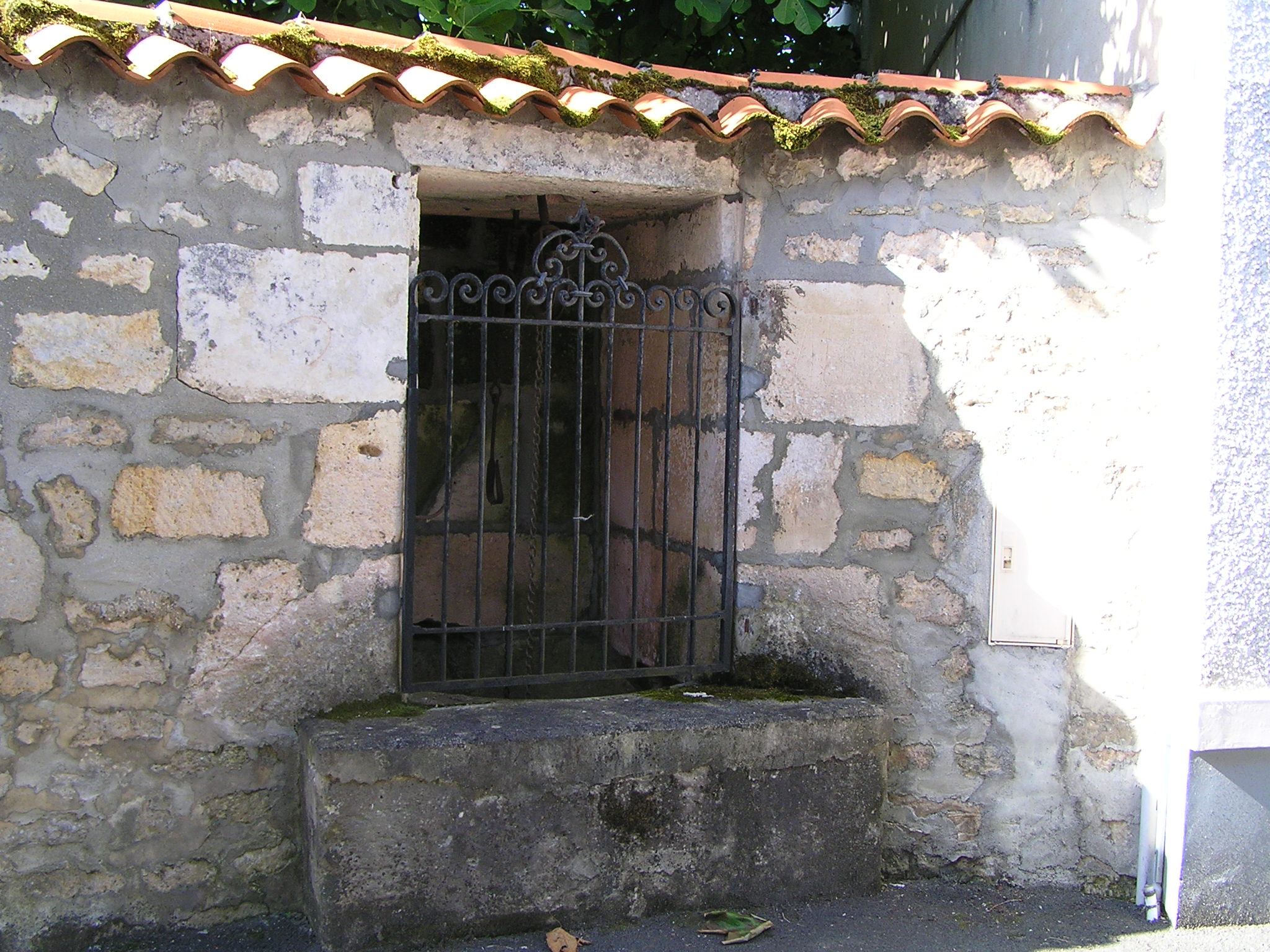
Un autre puits

#### Patrimoine environnemental

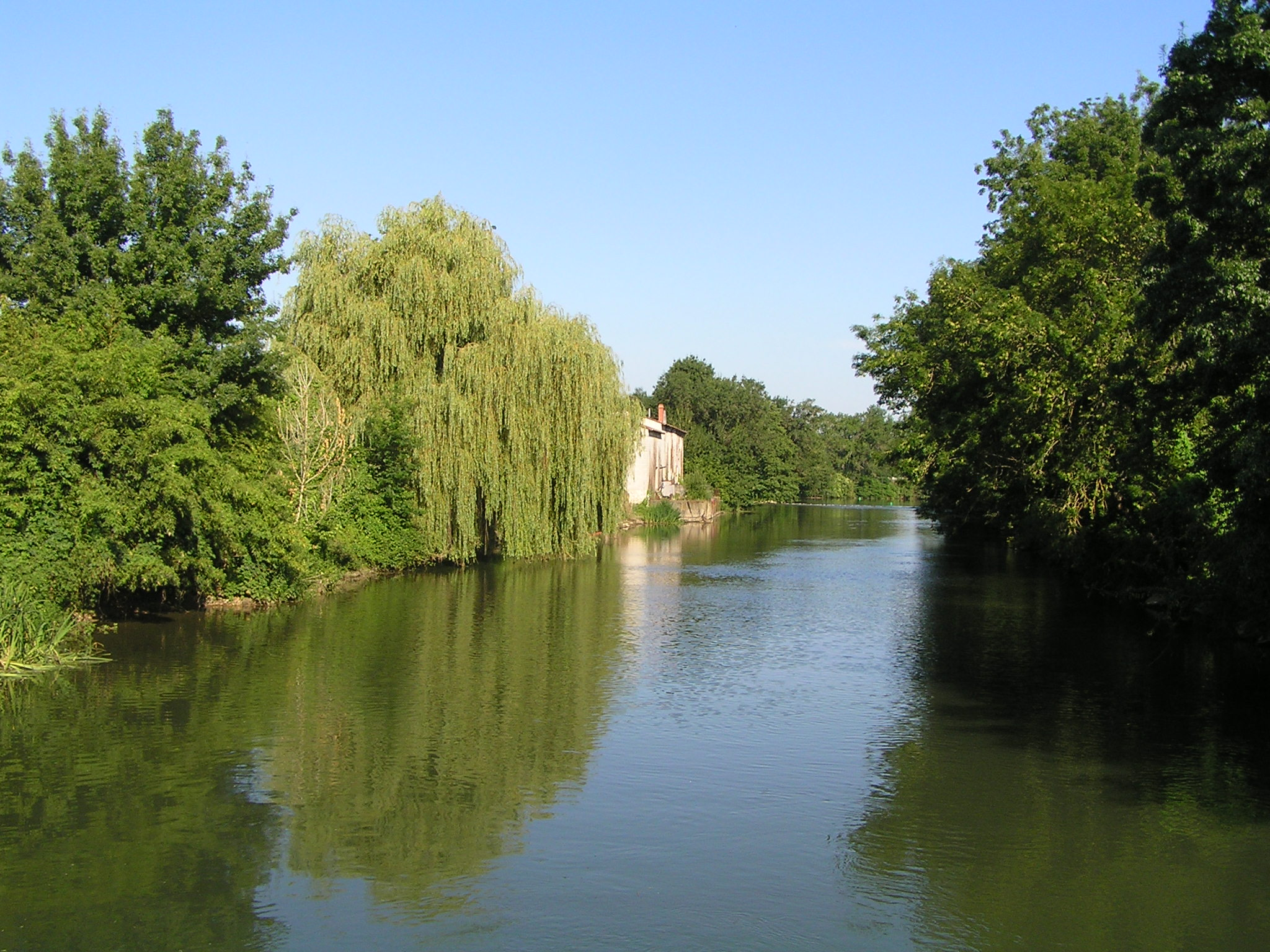
La Charente

Les berges de la Charente sont en zone Natura 2000, la zone Natura2000 Charente amont (voir géographie de la Charente).
Sur Gondeville se pratiquent promenade sur les berges, canoë-kayak, tourisme fluvial.

### Personnalités liées à la commune
- Claude Roy (1915-1997) écrivain, poète, a résidé dans la commune. Son père Étienne Roy avait acheté un domaine viticole à Marencheville.

### Héraldique
| Blason de Gondeville | Blason  | Quatre écus disposés 2 et 2 : 1) et 2) : D'argent à la fasce de sable accompagnée de trois molettes à cinq rais du même. 3) D'azur à un chardon d'or, tigé et feuillé de sinople, sur lequel sont posés deux chardonnerets d'or. 4) D'azur à un pairle et un chevron d'or, l'un et l'autre alésés et entrelacés. |
| Blason de Gondeville | Détails | Le statut officiel du blason reste à déterminer. |

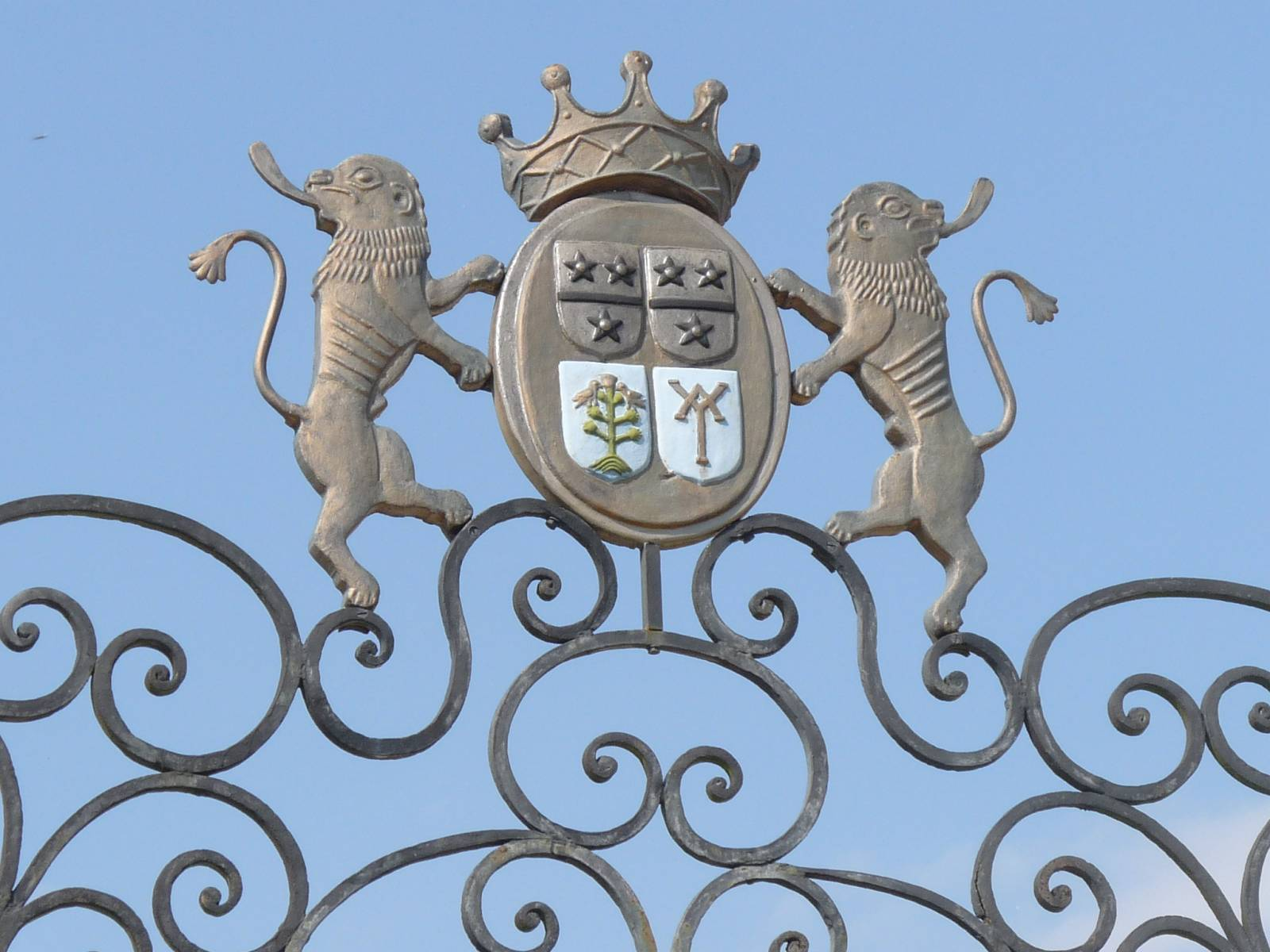
Blason à l'entrée du château.

Le blason est formé de quatre écus à l'intérieur d'un cercle surmonté d'une couronne comtale et soutenu par deux lions.
Les deux blasons du haut sont ceux des Laisné de Nanclas et de Gondeville, d'argent à une fasce de sable avec trois molettes d'éperons, deux et un. Ceux du bas sur fond azur sont ceux des Saulnier de Pierre Levée avec un chardon sur lequel sont posés deux chardonnerets d'or et celui des Rocquard à une pairle et un chevron d'or entrelacés.
On le retrouve surmontant l'entrée du château devenu mairie.